# Lamnao Singto
Lamnao Singto (Vientiane, 15. travnja 1988.), laoški je umirovljeni nogometaš i bivši reprezentativac.